# سيبار (نظام دفاع جوي)
سيبار (بالتركية: SİPER) هو نظام دفاع جوي صاروخي أرض-جو بعيد المدى قيد التطوير حاليًا في تركيا. تم تصميمه للدفاع ضد أي نوع من التهديدات المحمولة جوًا، ويمكنه ضرب الطائرات والصواريخ المُجنحة والصواريخ جو-أرض والمسيرات (UAVs).  تم تطويره بشكل مُشترك في تركيا من قِبل شركات روكيستان وأسلسان ومعهد الأبحاث TÜBİTAK SAGE. 
تم إطلاق مشروع نظام سيبار من قِبل رئاسة الصناعات الدفاعية في عام 2018. ويتم تطوير الصاروخ من قِبل شركة روكتسان، بينما يتم تطوير معظم أجهزة الاستشعار والإلكترونيات من قبل شركة أسيلسان.

## سيبار بلوك 1
خلال أول تجارب إطلاق النار أُجريت في مدينة سينوب ، شمال تركيا في ديسمبر 2022 ، أظهر صاروخ «سيبار بلوك1 » بنجاح القدرة على الكشف عن ومتابعة وضرب طائرة سريعة على إرتفاع عال في نطاق يتجاوز 1,100 كم. تم الإعلان عن أن سيتم إدخال النظام في الخدمة في عام 2024.اجتاز النظام بنجاح اختباره النهائي في 13 مايو 2023.

## سيبر بلوك 3
تم الانتهاء بنجاح من أول اختبار إطلاق لصاروخ سيبار بلوك 2، الذي يبلغ مداه 150 كم، في أغسطس 2023.
الصاروخ سيبر بلوك 3، الذي سيبلغ مداه أكثر من 180 كم، قيد التطوير.